# Contea di Changwu
La contea di Changwu (长武县S, Chángwǔ XiànP) è una contea della Cina, situata nella provincia dello Shaanxi e amministrata dalla prefettura di Xianyang.